# Strangea stenocarpoides
Strangea stenocarpoides är en tvåhjärtbladig växtart som först beskrevs av F. Müll. och George Bentham, och fick sitt nu gällande namn av Charles Austin Gardner. Strangea stenocarpoides ingår i släktet Strangea och familjen Proteaceae. Inga underarter finns listade i Catalogue of Life.